# (6182) Katygord
(6182) Katygord (1987 SC4) – planetoida z pasa głównego asteroid okrążająca Słońce w ciągu 3 lat i 141 dni w średniej odległości 2,25 j.a. Została odkryta 21 września 1987 roku.